# Tzitzimime

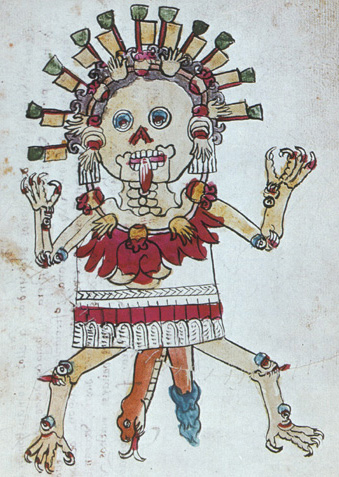
Illustratiion de Tzitzimime provenant d'un codex du XVIe siècle.

Les Tzitzimime (« flèche qu'il pénètre », pluriel de Tzitzimitl) sont, dans la mythologie aztèque, des démons stellaires de sexe féminin, les filles de la voie lactée Citlalincue et les sœurs de divers dieux stellaires, dont Citlaltonac, Citlalmina et Citlaxonecuill. Ces monstres n'attendaient que l'occasion de dévorer les êtres humains lors de certains événements. Tous les cinquante-deux ans, les aztèques procédaient à la ligature des années lors de la cérémonie du feu nouveau. C'était un moment de grande angoisse, car les aztèques craignaient que les Tzitzimime ne fondent sur le monde pour détruire l'humanité au cas où les prêtres n'arriveraient pas à rallumer le feu.
Entre eux, il existait quatre groupes indépendants, lesquels sont appelés Xoxouhcaltzitzimitl (démons de peau bleue), Coztzitzimitl (démons de peau jaune), Itlatlauhcatzitzimitl (démons de peau rouge), Iztactzitzimitl (démons de peau blanche).